# Suspensorio
Un suspensorio o suspensor es un tipo de calzoncillo diseñado para proteger los genitales masculinos durante una actividad vigorosa o deportiva. Un suspensorio típico consiste en una banda elastizada en la cintura con una bolsa de soporte donde poner los genitales y dos tiras, que van desde la base de la bolsa una hacia el lado izquierdo y la otra al derecho. En algunas variantes del suspensor, la bolsa puede tener un lugar donde poner una coquilla para proteger los testículos o el pene. A diferencia de un slip común, la zona que cubre los genitales está elastizada alrededor, para mantenerlos en su sitio. Un tipo de suspensorio con protección reforzada en los genitales es la coquilla especialmente usada en el atuendo de ciertos deportes.

## Historia
El suspensorio fue inventado en 1874 por C. F. Bennett para proporcionar sujeción y comodidad a los ciclistas. En 1897 Bennett funda la empresa BIKE Athletic Company y comienza la production a gran escala del suspensorio Bike. En 2016 la marca es vendida al grupo Russell Athletic.

## Tipos de suspensorios

### De banda ancha con coquilla
Se compone de dos partes: El suspensorio y la coquilla. Se usa en deportes que implican riesgo de golpe en los testículos. Rugby, Hockey sobre hielo, Béisbol, Fútbol americano, Boxeo...

### De banda ancha sin coquilla (tradicional)
Se usa para actividades deportivas y proporcionan soporte a los testículos. Durante muchas décadas en Estados Unidos era muy común su uso para realizar todo tipo de actividades deportivas.

### De banda estrecha
Se le conoce como “Swimmer” y se suele usar debajo de los bañadores.

### De danza o ballet
Este suspensorio tiene una banda ancha de elástico y la parte delantera puede estar acolchada. No tiene 2 tiras por detrás sino solo una, al estilo de un tanga, para evitar que se marque y se vea al vestir leotardos de licra.

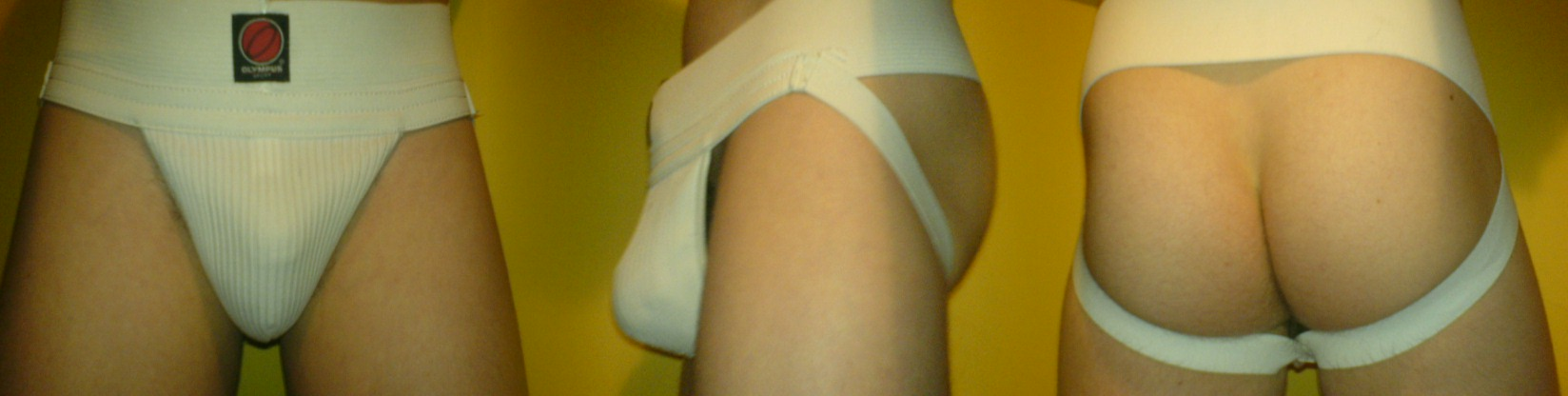
Suspensorio: vista anterior, lateral y posterior.

## Uso del suspensor

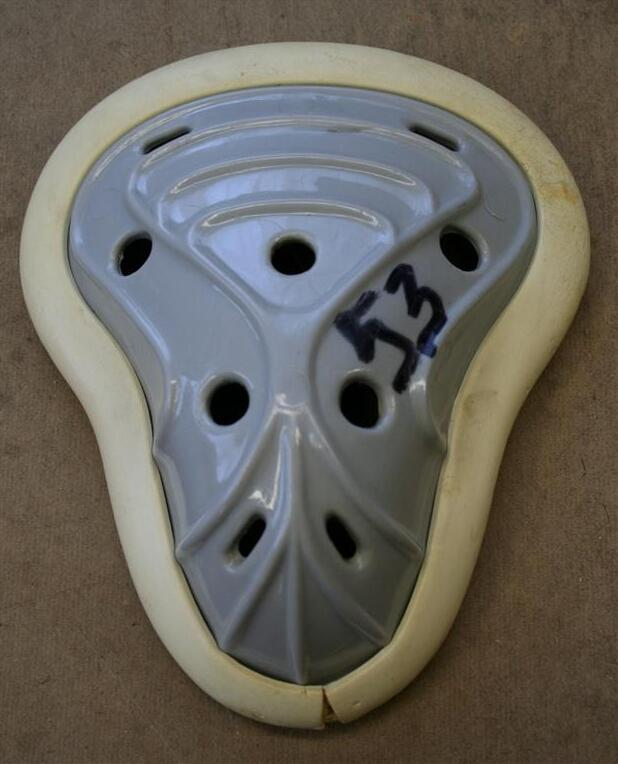
Coquilla utilizada en deportes de contacto que se sujeta con un suspensorio

Su uso es recomendado para cualquier actividad física vigorosa en las cuales corra riesgo el aparato genital masculino, como una torcedura o un golpe. Se benefician con él los deportistas (lacrosse, béisbol, fútbol americano, artes marciales, ciclismo y rugby) o quienes hagan actividades que demanden esfuerzo como obreros de la construcción, policías o leñadores. En el caso de la danza, su uso, además de por estética, es necesario, para elevar los genitales y «quitarlos de enmedio» durante los saltos, pasos y cruces de piernas.
También tiene un uso medicinal, en aquellos hombres con espermatocele, hematocele, hidrocele o varicocele.
Debido a su comodidad y ligereza, también algunos hombres lo usan por confort. 
Como el escroto está separado del muslo, usar un suspensorio previene el roce del escroto y reduce el impacto testicular. Los suspensores conservan bastante menos humedad que las ropas de algodón y por lo tanto son más frescos y adecuados para las regiones húmedas y calientes del órgano reproductor masculino.
En la actualidad, el suspensorio es una pieza con menor demanda que otras como el tanga, pero que comienza a ganar mercado dentro de las prendas de lencería masculina de uso común. También es una prenda que sirve para disimular, en parte, el estado de excitación-erección en el varón.

## Subcultura gay

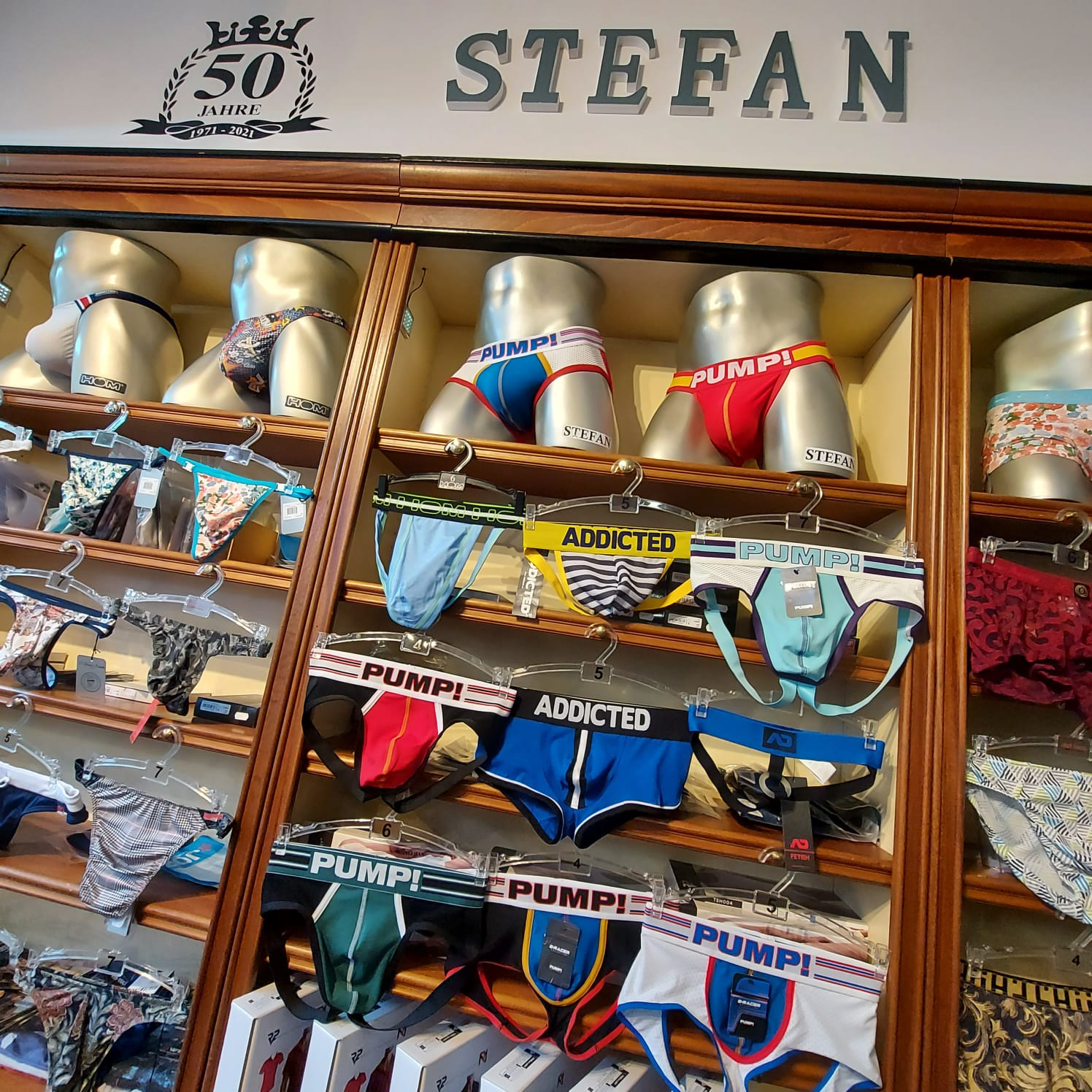
Selección de diferentes suspensorios como ropa interior masculina de moda sin protección de suspensorio en una boutique alemana en el barrio rojo de Hannover, Alemania.

Desde las décadas de 1950 y 1960, algunos hombres homosexuales usan suspensorios como atuendo erótico, particularmente aquellos que pertenecen a las subculturas leather y BDSM. La prenda se ha vuelto especialmente popular entre los hombres homosexuales y las personas LGBT en la década de 2020, con importantes marcas que producen suspensorios con los colores del arco iris y la temática del orgullo.